# 마이크 맥기어

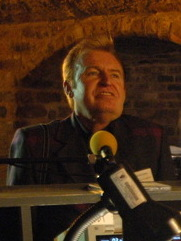
2004년의 맥기어

피터 마이클 매카트니(영어: Peter Michael McCartney, 1944년 1월 7일 ~ )는 영국의 음악가이자 사진가로 그룹 더 스카폴드와 그림스의 멤버이다. 예명은 마이크 맥기어(영어: Mike McGear)로, 비틀즈의 멤버 폴 매카트니의 남동생이다.